# Gänseblümchen-Ehrenpreis
Der Gänseblümchen-Ehrenpreis (Veronica bellidioides), auch Maßlieb-Ehrenpreis genannt, ist eine Pflanzenart aus der Gattung Ehrenpreis (Veronica) in der Familie der Wegerichgewächse (Plantaginaceae).

## Beschreibung

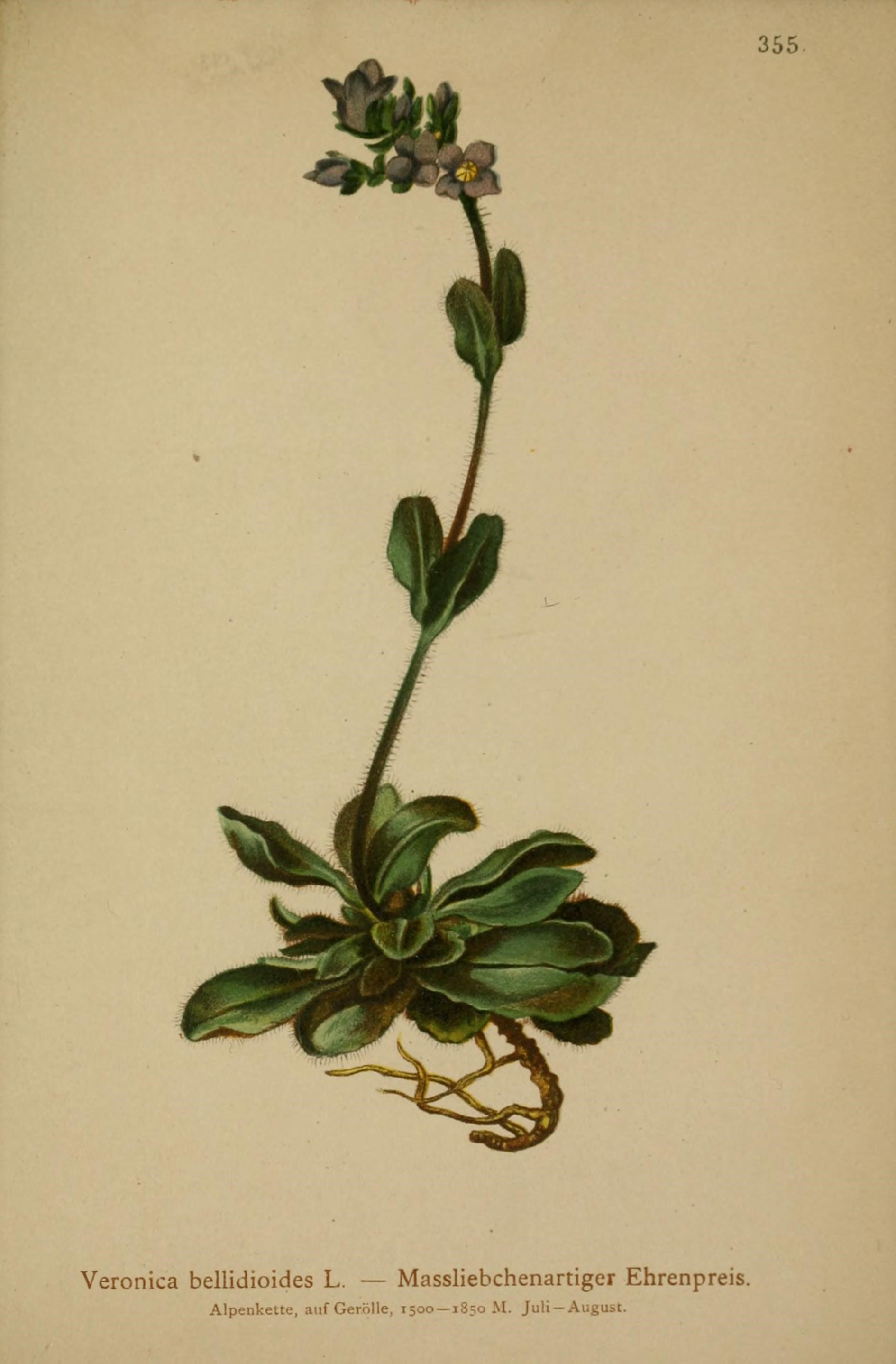
Illustration aus Atlas der Alpenflora

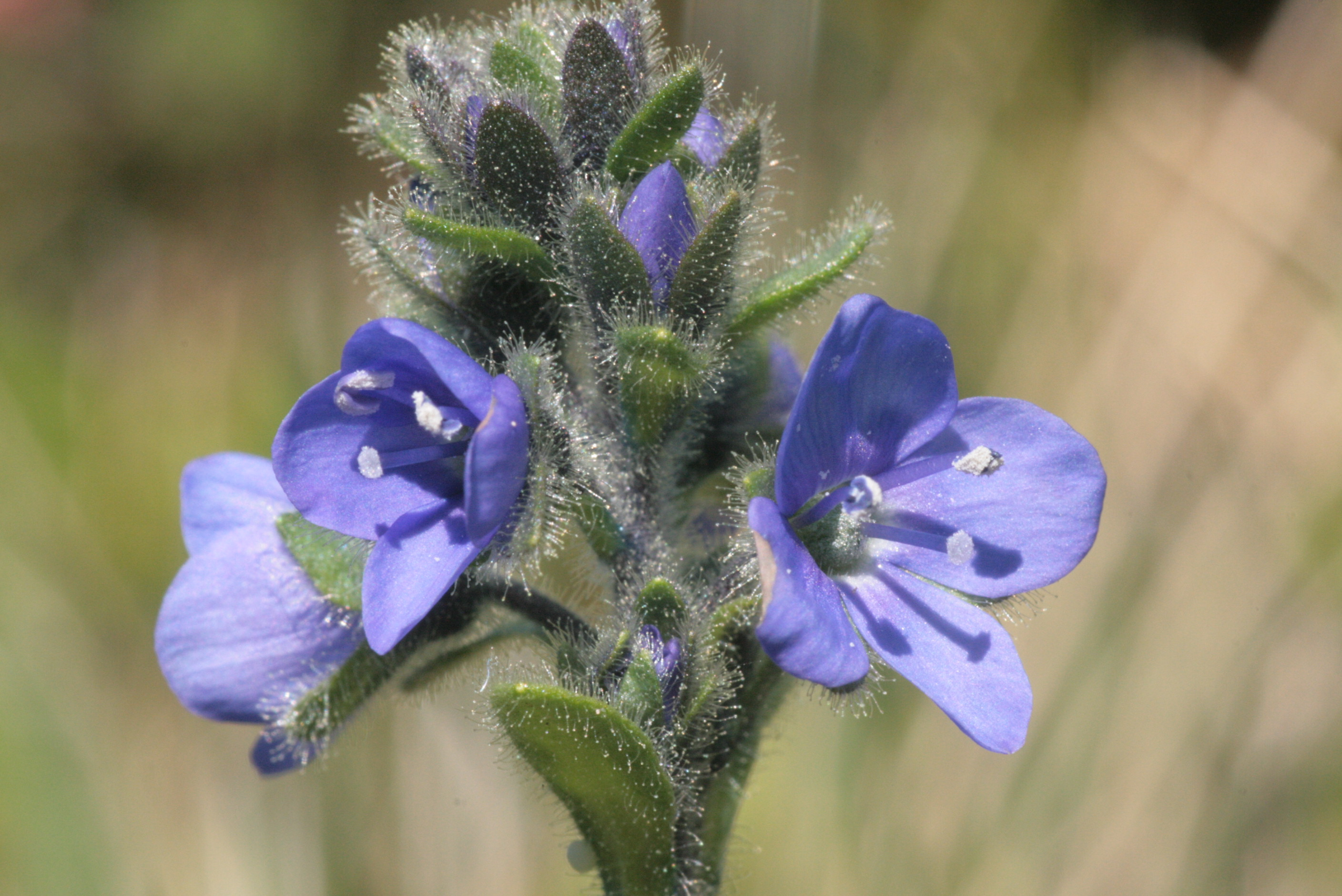
Blütenstand mit Blüten im Detail

### Vegetative Merkmale
Der Gänseblümchen-Ehrenpreis ist eine ausdauernde krautige Pflanze, die Wuchshöhen von 5 bis 20 Zentimetern erreicht. Die unverzweigten Stängel sind mehr oder weniger drüsig behaart.
Die untersten Laubblätter stehen in einer Rosette, am Stängel sind sie gegenständig angeordnet mit nur ein bis drei Blattpaaren. Die mehr oder weniger drüsig behaarten Blätter sind mehr oder weniger sitzend. Die Blattspreite ist verkehrt-eiförmig und ganzrandig oder undeutlich stumpf gezähnt.

### Generative Merkmale
Die Blütezeit reicht von Juni bis August. Drei bis zehn Blüten sind in einem endständigen, kurzen, doldig-traubigen Blütenstand angeordnet.
Die zwittrige, bläulich-violette Blüte ist schwach zygomorph und vierzählig mit einer doppelten Blütenhülle. Der Kelch ist drüsig behaart. Die Blütenkrone ist tief blau und hat einen Durchmesser von 6 bis 9 Millimetern.
Die zweiteilige Kapselfrucht mit beständigem Kelch ist bei einer Länge von etwa 9 Millimeter, eiförmig, abgeflacht, wenig ausgerandet und drüsig behaart. Der beständige Griffel ist halb so lang wie die Frucht.
Die Chromosomenzahl beträgt 2n = 18.

## Vorkommen
Vom Gänseblümchen-Ehrenpreis gibt es Fundortangaben in Spanien, Frankreich, Deutschland, in der Schweiz, Österreich, Polen, Tschechien, Italien, Serbien, Kroatien, Bulgarien, Rumänien, Albanien, Griechenland und in der Ukraine.
Der Gänseblümchen-Ehrenpreis gedeiht in Silikat-Magerrasen der alpinen Höhenstufe auf mäßig trockenen, mehr oder weniger basenreichen, sauren, modrig-torfig-humosen Lehm- oder Steinböden. Er kommt in Pflanzengesellschaften der Ordnung Caricetalia curvulae vor. In Deutschland kommt er in Höhenlagen von 1400 bis 2280 Metern vor. In den Allgäuer Alpen steigt er im Tiroler Teil an der Südostflanke der Rothornspitze bis zu 2300 Meter Meereshöhe auf.
Die ökologischen Zeigerwerte nach Landolt et al. 2010 sind in der Schweiz: Feuchtezahl F = 2 (mäßig trocken), Lichtzahl L = 4 (hell), Reaktionszahl R = 1 (stark sauer), Temperaturzahl T = 1 (alpin und nival), Nährstoffzahl N = 2 (nährstoffarm), Kontinentalitätszahl K = 3 (subozeanisch bis subkontinental).

## Systematik
Die Erstveröffentlichung von Veronica bellidioides erfolgte 1753 durch Carl von Linné in Species Plantarum, Tomus I, S. 11. Das Artepitheton bellidioides bedeutet „gänseblümchen-ähnlich“.
Je nach Autor gibt es etwa zwei Unterarten:
- Veronica bellidioides L. subsp. bellidioides
- Veronica bellidioides subsp. lilacina (F.Towns.) Nyman[4]

## Weiterführende Literatur
- Veronica. In: Flora Ibérica. Plantaginaceae-Scrophulariaceae. Editorial CSIC - CSIC Press, 1986, ISBN 978-84-00-08747-0 (eingeschränkte Vorschau in der Google-Buchsuche).